# Sunnansjö, Nordmalings kommun
Sunnansjö är en by i Nordmalings kommun, Västerbottens län som ligger ungefär 12 kilometer nordväst om Nordmaling. Sunnansjö ligger väster om sjön Sunnansjön med bebyggelsen på Hembergets östra sluttning och med den äldsta odlingsmarken mellan byn och sjön. Den är en så kallad radby, en av få i Norrland.

## Geografi

### Geologisk utveckling
Berggrunden i Sunnansjö utgörs av urberg. Den 35 kilometer långa Nordmalingsbranten består främst av gnejs och granit, som bildades för mer än 1 miljard år sedan. Förkastningsbranten sträcker sig från Stjärnöudden långt nere i Grundsunda och upp till Hemberget i Sunnansjö. Förkastningen är en nordlig utlöpare av världsarvet Höga kusten.

### Istid
Under den senaste istiden beräknas trakten kring byn Sunnansjö haft ett istäcke av ungefär 2 kilometers tjocklek. Vid istidens slutskede för ca 10 000 år sedan beräknas landytan ha legat omkring 250 meter lägre än i modern tid. Den postglaciala landhöjningen pågår fortfarande och i trakterna omkring Sunnansjö är den ungefär 9 millimeter/år.

## Historia

### Stenålder
Ett stenåldersfynd, troligen från yngre stenåldern (4000 f Kr – 1700 f Kr) gjordes 1958 i Sunnansjö. Redskapet består av grönsten, är 30 centimeter långt och har nästan fyrkantiga sidor. I ena änden har stenen finslipats.

### 1500-talet
År 1500 den 5 februari är det första gången som Sunnansjö omnämns i skrift. Nämndeman ”niels i sunnasiö” är då en av tio nämndemän som uppges i det så kallade Lögdeåbrevet. I detta lagmansbrev namnges personer från traktens byar ett flertal år före de äldsta av Gustav Vasas skattelängder. De uppräknade byarna i brevet fanns med säkerhet redan på 1400-talet.
Enligt Gustav Vasas skattelängder från 1535 har den medeltida odalbyn Sunnansjö sju självägande bönder. År 1550 hade antalet självägande bönder minskat till fem, som tillsammans skattade för 41 seland.
Sunnansjöbönderna hade under 1500-talets senare hälft sitt hemfiske i ”Baggesjöträsket” (Sunnansjön) och tillsammans med bönder från Ledusjö bedrev de säsongsfiske i Djupsjöträsket, Bjärtsjön och Sexvattnet (norr om Bredträsk). Den fisk som fångades uppe i sjöarna var gädda, abborre, id och mört. Som skatt på fisket erhöll Kronan var femte fångad fisk. Fångstredskapen var nät, ljuster, krokar och kattsor. 

### 1600-talet till tidigt 1900-tal

#### Befolkningsutveckling
Under 1600-talet var Sunnansjö en av de byar i socknen som drabbades hårdast av missväxt och avfolkades nästan helt.
Lantmätare Jakob Christoffersson Stenklyft fick i uppdrag 1646 att geometriskt avmäta och avrita inägojordarna i Nordmalings socken. Ungefär 25 byar blev kartlagda, varav Sunnansjö var en. Stenklyft beskrev Sunnansjö på följande sätt:
”Uti denna by förnimmer man ofta stor skada av köld och frost, som på dess sidländiga och vätskaktiga åkerland nederfaller, dock kan det lätteligen igenom dikande något förbättras”.
Under denna tid var två gårdar i byn bebodda och fem låg öde. I slutet av 1600-talet flyttade ett antal ättlingar till finska invandrare in i Sunnansjö. 
Omkring 1725 fanns fyra familjer bofasta i byn. Den stora nybyggarperioden började omkring 1750 och levnadsstandarden ökade, liksom barnantalet.

#### Kommunikationer
Den gamla kyrkvägen från Örträsk genom Bjurholm via Nyåker och Orrböle gick genom Kranga och Sunnansjö till Vallen, Nordmaling. Genom Sunnansjö passerade många hästforor från hamnen i Nordmaling med varor till Fredrika och Åsele. 
1825 byggdes en ny landsväg mellan Bjurholm och kustlandsvägen i Nordmaling. Sedan Nordmalings-, Bjurholmsvägen blev allmän farled genom Sunnansjö erhöll en bonde i Sunnansjö rättigheter till ett gästgiveri vilket etablerades ca 1850.
1891 invigdes järnvägsstationen i Nyåker, vilket innebar såväl gods- som passagerartransporter från kustområdet genom Sunnansjö och fram till järnvägsstationen.

#### Skiftesreformer
Storskiftet genomfördes i Sunnansjö 1778. Byn brukades då av fem hemmansägare och en torpare vilka hade större delen av sina åkermarker mellan Hemberget och sjön.   
Enligt 1803 års ”Mantals och Röke Längd i Nordmaling” var 40 personer detta år bosatta i Sunnansjö. 
Efter laga skiftet 1838 kom bebyggelsen i Sunnansjö att expandera framför allt utanför bykärnan. Nya gårdar byggdes efter Gustavsbergsvägen, mot Stavsjön samt mot södra delen av byn vid Grindbäcken.

#### Sågverk
Enligt Hulphers förteckning över socknens sågar så hade Sunnansjö såväl 1795 som 1809 en grovbladig såg med ”tolft skattl” bräder. Den första grovbladiga vattendrivna husbehovssågen anlades av byamännen i slutet på 1700-talet. Verksamheten upphörde före 1850.
1909 startade åtta bybor gemensamt ett vattendrivet sågverk vid Midsommarbäcken (fd Kvarnbäcken). Förutom kapning och sågning av timmer producerades hyvlad takspån. Verksamheten pågick ända fram till mitten av 1950-talet.
1922 uppfördes ytterligare en såg i byn av Träförädlingsbolaget Broman&Co. Sågen bestod av en cirkelsåg och en hyvel, som drevs av en ångmaskin. Verksamheten lades ned på 1920-talet.

#### Skolverksamhet
Den 9 maj 1859 indelades Nordmalings socken i sex skolrotar. Sunnansjö tillhörde skolrote nr 2. 
Under senare delen av 1800-talet nyttjades olika mangårdsbyggnader inom byn som skolhus.I början av 1900-talet byggdes en ny Folkskola vilken numera är Bygdegård.Småskolans undervisning inrymdes bland annat i flygelbyggnaden till Sunnansjö herrgårdsbyggnad och flyttades därefter till Baggårds skola.
Vårterminen 1957 blev den avslutande terminen för Folkskolans verksamheten i Sunnansjö. Från och med höstterminen 1957 förflyttades även undervisningen i årskurs 3-6 till Baggårds skola.

#### Bygdegården
Sunnansjö Byamän bildade den 22 augusti 1964 Sunnansjö Bygdegårdsförening och ansökte därefter till kommunen om övertagande av byns skolhus. Den 30 juni 1965 beslöt Nordmalings kommunfullmäktige att ägandet av det Gamla Skolhuset inklusive tomtmarken skulle, utan kostnad, överlåtas till Sunnansjö Bygdegårdsförening, som renoverat byggnaden och använder som bygdegård.
Sunnansjön – en del av Leduåns vattendrag  
Sunnansjön var fordom en havsvik och ingår i Leduåns vattendrag, som har sina källflöden i trakterna omkring Bjurholm. Leduån rinner genom nio sjöar innan den når sitt utlopp i Nordmalingsfjärden. Vattensystemet är rikt på olika fiskarter. 